# Науйокс, Ноа
Ноа Науйокс (нидерл. Noah Naujoks; род. 2 мая 2002, Ауд-Бейерланд) — нидерландский футболист, полузащитник клуба «Эксельсиор».

## Карьера
С 2010 года выступал за молодёжные команды «Фейеноорда». 7 августа 2022 года дебютировал в Эредивизи в матче с «Витесс», выйдя на замену вместо Квинтена Тимбера.
30 января 2023 года перешёл в «Эксельсиор», подписав с клубом контракт на 2,5 года.